# Psammophylax rhombeatus
Psammophylax rhombeatus är en ormart som finns i Sydafrika, Lesotho, Swaziland, Angola och Namibia, och som beskrevs av Carl von Linné 1758. Psammophylax rhombeatus ingår i släktet Psammophylax, och familjen snokar. Inga underarter finns listade.